# Радивоје Братић
Радивоје Братић (Невесиње, 16. септембар 1952) је српски политичар, и бивши министар пољопривреде, шумарства и водопривреде Републике Српске.

## Биографија
Радивоје Братић је дипломирани инжењер грађевинарства и доктор наука. Магистрирао је на теми „Хидротехничке мелиорације“, а докторирао на теми „Водопривредни системи“. Професионалну каријеру је градио у Заводу за водопривреду у Сарајеву, Грађевинском факултету у Сарајеву, затим Дирекцији за воде Републике Српске у Бијељини, Вишој техничкој школи у Ужицу, Заводу за водопривреду Републике Српске и Архитектонско-грађевинском факултету у Бањалуци, од његовог оснивања до данас. Ожењен је и има двије ћерке. Од 1993. године, са породицом живи у Требињу. По националности је Србин.
На положају министра пољопривреде, шумарства и водопривреде Републике Српске је остао до 29. децембра 2010. године.